# 169 (nombre)
« Cent soixante-neuf » redirige ici. Pour l'année, voir 169.
169 (cent soixante-neuf) est l'entier naturel qui suit 168 et qui précède 170.

## En mathématiques
Cent soixante-neuf est :
- Le carré du nombre 13.
- Le sixième nombre composé non brésilien.
- Un des quelques carrés qui sont aussi un nombre hexagonal centré.
- Mais comme d'autres carrés impairs, c'est aussi un nombre octogonal centré.
- Un nombre de Pell.
- La somme de sept nombres premiers consécutifs (13 + 17 + 19 + 23 + 29 + 31 + 37).

## Dans d'autres domaines
Cent soixante-neuf est aussi :
- Années historiques : -169, 169.
- (169) Zelia est un astéroïde de la ceinture principale.
- Numéro atomique d'un élément hypothétique, l'unhexennium (Uhe).
- La convention n°169 de l'OIT est instrument international relatif aux droits des peuples indigènes et tribaux[1].